# Selección femenina de balonmano de Checoslovaquia
La selección femenina de balonmano de Checoslovaquia era el equipo de balonmano de Checoslovaquia. El equipo ganó el Campeonato Mundial Femenino de Balonmano de 1957.

## Participaciones

### Juegos Olímpicos
- 1980: 5°
- 1988: 5°

### Campeonato Mundial Femenino de Balonmano
- 1957:
- 1962:
- 1965: 4°
- 1973: 6°
- 1975: 6°
- 1978: 4°
- 1982: 5°
- 1986: